# Мартина Вачкова
Мартина Григорова Вачкова е българска актриса и телевизионна водеща.

## Ранен живот
Тя е родена през 1959 г. в София. Дъщеря е на българския актьор Григор Вачков и Силвия Вачкова. Има дъщеря на име Рада.
Завършва Техникум по фотография (1978), а после актьорско майсторство при проф. Николай Люцканов и Маргарита Младенова във ВИТИЗ „Кръстю Сарафов“ (1978 – 1982).

## Кариера
Работи в Драматично-куклен театър „Константин Величков“ Пазарджик (1982 – 1985) и Сатиричен театър „Алеко Константинов“ София от 1985 г. На свободна практика участва в постановки на Народния театър и Театрална работилница „Сфумато“ от 1992 г.
Член е на САБ. Придобива известност през 90-те години в телевизионните предавания „Ку-ку“ и „Каналето“. Води сутрешно телевизионно предаване по Канал 1 – „Защо не! с Марта Вачкова“, по-късно преименувано на „Жените“.
От 2011 до 2015 г. е водеща на предаването по БНТ, „Апартаментът“.

## Театрални роли
- „Слуга на двама господари“ – Смералдина
- „Грехът Куцар“
- „Как писар Тричко не се ожени за царкиня Кита с китка накитена“ – Кита
- „Сирано дьо Бержерак“
- „Тартюф“
- „Албена“
- „Лъжци по неволя“ – Гроня

## Телевизионен театър
- „Зелен таралеж“ (1996) (Йордан Радичков) – мюзикъл
- „С чужди – драг, вкъщи – враг“ (1985) (по Иван Вазов, реж. Павел Павлов)

## Награди
- Награда за най-добра актриса за ролята на Марта във филма „За кого служи хлябът“ на международния кинофестивал European Film Festival (Mainstream & Underground) в Москва 2016.
- Награда Лайфстайл за най-харесван артист в български сериал за „Откраднат живот“ 2016./Аскеер 2022

## Филмография
| Година      | Филми/Сериали                                | Серии | Копродукции                       | Роля                                    |
| ----------- | -------------------------------------------- | ----- | --------------------------------- | --------------------------------------- |
| 2021        | Маскираният певец                            | 13    |                                   | детектив                                |
| 2020        | Маскираният певец                            | 1     |                                   | гост-детектив                           |
| 2018        | Полицаите от края на града                   | 25    |                                   | медицинска сестра                       |
| 2017        | Като две капки вода                          |       |                                   | гост-участник                           |
| 2016 – 2021 | Откраднат живот                              | 216   |                                   | главна мед. сестра Жекова (в 144 серии) |
| 2015        | Бартер                                       |       |                                   | Нора                                    |
| 2015        | За кого служи хлябът                         |       |                                   | Марта                                   |
| 2006        | Маймуни през зимата                          |       | България / Германия               | жената в банята                         |
| 2005        | Турски гамбит – („Турецкий гамбит“)          | 4     | Русия / България                  |                                         |
| 2000        | Краят на ХХ век                              |       |                                   | минувачка                               |
| 1998        | Испанска муха                                |       |                                   |                                         |
| 1995        | Еуфорична трагедия – („Urnebesna tragedija“) |       | ФР Югославия / България / Франция | пациентка III                           |
| 1995        | Бикоборецът – („O tavromahos“)               |       | Гърция                            |                                         |
| 1994        | Коледни апаши                                |       |                                   | жената на касиера                       |
| 1991        | Искам Америка                                |       |                                   | гримьорката                             |
| 1991        | Бащата на яйцето                             | 4     | България / Алжир                  |                                         |
| 1989        | Аз, Графинята                                |       |                                   | биячката Дона                           |
| 1989        | Заплахата                                    |       |                                   |                                         |
| 1988        | АкаТаМус                                     |       |                                   | Кармина Бурана                          |
| 1988        | Чичо кръстник                                |       |                                   | Сара                                    |
| 1988        | Съседката                                    |       |                                   |                                         |
| 1987        | Петък вечер                                  |       |                                   | Моца                                    |
| 1985        | Забравете този случай                        |       |                                   | жена в кафенето                         |
| 1981        | Мера според мера                             | 3     |                                   | Лимбийка                                |
| 1981        | Мера според мера                             | 7     |                                   | Лимбийка                                |
| 1978        | Пощальонът Лабус – („Postár Lábus“)          | 3     | Чехословакия                      |                                         |
| 1974        | Синята лампа                                 | 10    |                                   | ватманка – (2 с. „Рожден ден“)          |
| 1968        | Гибелта на Александър Велики                 |       |                                   | дъщерята Мини                           |